# William Whitaker (géologue)
William Whitaker né le 4 mai 1836 à Londres et mort à Croydon, Surrey le 15 janvier 1925 est un géologue britannique.

## Biographie
Il fait ses études à la St Albans School et à l'University College de Londres, où il obtient un diplôme en chimie en 1855.
Il devient géologue, se spécialisant d'abord dans l'arpentage et la cartographie de l'eau. Ses recherches approfondies, ses vastes connaissances et ses nombreuses publications, en particulier sa Géologie de Londres et d'une partie de la vallée de la Tamise (1889) conduisent certains à l'appeler « le père de l'hydrogéologie anglaise ». Il prend sa retraite en 1896 mais continue à travailler comme ingénieur des eaux.
Il est élu membre de la Société géologique de Londres en 1859 et de la Royal Society en 1883. Il est président de nombreuses sociétés, dont la Geologists' Association et la Geological Society, et reçoit la médaille Murchison de cette dernière en 1886 et la Médaille Wollaston en 1923.